# Fuck What You Think
Albums de Main Source
Breaking Atoms
(1991)
Fuck What You Think est le deuxième album studio du groupe de hip-hop canado-américain Main Source, sorti le 22 mars 1994. Large Professor, membre important du groupe, quitte Main Source avant l'enregistrement de l'album. Pour compenser le départ de ce dernier, le groupe fait venir Mikey D.
La presse considère Fuck What You Think comme un album moins abouti que Breaking Atoms.

## Critique
Fuck What You Think reçoit des critiques mitigées de la presse. Andy Kellman de AllMusic analyse que l'album « ne sonne pas comme le travail d'un groupe. Cela ressemble au travail des deux membres restant du groupe ». En effet, le départ de Large Professor change l'orientation artistique de Main Source pour cet album.

## Liste des titres
| No  | Titre                                             | Durée |
| --- | ------------------------------------------------- | ----- |
| 1.  | Diary of a Hitman                                 | 5:23  |
| 2.  | Only the Real Survive                             | 3:31  |
| 3.  | What You Need                                     | 4:15  |
| 4.  | Merrick Boulevard                                 | 3:27  |
| 5.  | Down Low                                          | 3:36  |
| 6.  | Intermission                                      | 1:56  |
| 7.  | Where We're Coming From                           | 3:22  |
| 8.  | Hellavision                                       | 4:00  |
| 9.  | Fuck What You Think                               | 4:37  |
| 10. | Set It Off (featuring The Lox, Lotto et Shaqueen) | 4:41  |
| 11. | Scratch and Kut '94                               | 2:06  |